# Kevin Stadler
Kevin Stadler (* 5. Februar 1980 in Reno, Nevada) ist ein US-amerikanischer Profigolfer der PGA Tour.

## Karriere
Kevin Stadler ist der Sohn des ehemaligen Profi-Golfers Craig Stadler. Nachdem er 2002 Profi geworden war, gewann Kevin Stadler im Jahr 2006 die Johnny Walker Classic in Australien. 2014 gewann er die Phoenix Open.

## PGA-Tour-Siege
- 2014 Phoenix Open

## Andere Turniersiege
- 2006 Johnny Walker Classic

## Ergebnisse bei Major-Turnieren
| Turnier               | 2004 | 2005 | 2006 | 2007 | 2008 | 2009 | 2010 | 2011 | 2012 | 2013 | 2014 | 2015 |
| --------------------- | ---- | ---- | ---- | ---- | ---- | ---- | ---- | ---- | ---- | ---- | ---- | ---- |
| The Masters           | DNP  | DNP  | DNP  | DNP  | DNP  | DNP  | DNP  | DNP  | DNP  | DNP  | T8   | CUT  |
| U.S. Open             | 65   | DNP  | CUT  | DNP  | DNP  | DNP  | DNP  | DNP  | DNP  | DNP  | T63  |      |
| The Open Championship | DNP  | DNP  | DNP  | T51  | T58  | DNP  | DNP  | DNP  | DNP  | DNP  | T39  |      |
| PGA Championship      | DNP  | DNP  | DNP  | DNP  | DNP  | DNP  | CUT  | DNP  | DNP  | CUT  | T65  |      |

DNP = Did not play/Nicht teilgenommen 

CUT = Cut nicht geschafft

"T" = geteilte Platzierung

Gelber Hintergrund für Top-10-Platzierung